# Lucao (Chiayi)
Lucao (chinesisch 鹿草鄉 / 鹿草乡, Pinyin Lùcǎo Xiāng) ist eine Landgemeinde (鄉,  Xiang) im Landkreis Chiayi der Republik China auf Taiwan.

## Lage
Lucao liegt im Südwesten des Landkreises Chiayi in der Jianan-Ebene. Das Terrain ist flach, zeigt, steigt aber langsam von Südwesten Richtung Nordosten an. Die Ost-West-Ausdehnung beträgt etwa 10,2 km und die Nord-Süd-Ausdehnung etwa 9,7 km. Die südliche Begrenzung zum Stadtgebiet von Tainan wird im Wesentlichen vom Fluss Bazhangxi (八掌溪) gebildet. Die angrenzenden Gemeinden im Landkreis Chiayi sind Yizhu im Südwesten, Puzi im Nordwesten, Taibao im Norden, und Shuishang im Osten. Im Süden grenzt Lucao an den Stadtbezirk Houbi von Tainan.
Das Klima Lucaos ist gemäßigt warm mit einer Jahresmitteltemperatur von 23,6 °C. Der Jahresniederschlag liegt bei 1100–1500 mm und konzentriert sich in den Monaten Mai bis September, in denen bedingt durch den Südwest-Monsun etwa 75 % des Niederschlags fallen. Taifune treten in der Regel in den Monaten Juli bis September auf.

## Geschichte
Während der Zeit der japanischen Herrschaft (1895–1945) wurden mit einer Verwaltungsreform 1920 im Wesentlichen die meistens heute noch bestehenden Verwaltungseinheiten geschaffen. Lucao wurde zu einem ‚Dorf‘ (庄,  Zhuāng) im Bezirk Dongshi in der Präfektur Tainan. Nach Übernahme Taiwans durch die Republik China nach Ende des Zweiten Weltkrieges wurde aus dem Dorf am 18. Januar 1946 eine ‚Landgemeinde‘ (鄉,  Xiang) und aus der Präfektur wurde der Landkreis Tainan. Die Bezirksebene wurde 1950 abgeschafft und vom Landkreis Tainan wurden die neuen Landkreise Chiayi und Yunlin abgetrennt. Lucao war danach eine Landgemeinde im Landkreis Chiayi.
Am 1. August 1959 erfolgte eine kleine Gebietskorrektur und das Dorf Meipu (梅埔村) wechselte von Lucao zum benachbarten Taibao.

## Bevölkerung
Die Bevölkerung besteht überwiegend aus Hoklo. Ende 2019 lebten 38 Angehörige indigener Völker in Luacao, entsprechend einem Bevölkerungsanteil von 0,2 %.
| Gliederung von Lucao |
|                      |

## Verwaltungsgliederung
Lucao ist in 15 Dörfer (村,  Cūn) eingeteilt:
1 Lichou  (豊稠村)

2 Xijing (西井村)

3 Lucao (鹿草村)

4 Houliao (後寮村)

5 Ludong (鹿東村)

6 Xiama (下麻村)

7 Houku (後堀村)

8 Sanjiao (三角村)

9 Chongliao (重寮村)

10 Shijia (施家村)

11 Bitan (碧潭村)

12 Songzhu (松竹村)

13 Zhushan (竹山村)

14 Guangtan (光潭村)

15 Xiatan (下潭村)

## Landwirtschaft
Das wohl bekannteste lokale Agrarprodukt Lucaos sind Wassermelonen. Lucao produziert ungefähr 80 Prozent aller Wassermelonen-Setzlinge Taiwans. Jedes Jahr findet im April ein „Wassermelonen-Festival“ im Dorf Xijing statt.

## Verkehr
Am östlichen Rand des Gemeindegebiets streift die in Nord-Süd-Richtung verlaufende Nationalstraße 1 (Autobahn) das Gebiet von Lucao. Im nördlichen Abschnitt verläuft die Provinz-Schnellstraße 82 in Ost-West-Richtung. Daneben gibt es noch drei Kreisstraßen: die Kreisstraße 167, die von Nordosten in das Zentrum von Lucao führt und dann nach Nordwesten abbiegt, die Kreisstraße 163, die von Osten in Richtung des Zentrums von Lucao führt und dann nach Südwesten abbiegt und die Kreisstraße 170, die von letztgenannter nach Westen abzweigt.
Die Trasse der Taiwanischen Hochgeschwindigkeitsbahn (THSR) führt in gerader Strecke mitten durch Lucao, weist hier aber keinen Halt auf.

## Besonderheiten
Der Zhongliao-Anxi-Stadtgott-Tempel (中寮城隍廟,  Zhōngliáo ānxī chénghuáng miào ) ist ein kleiner Tempel aus der späten Herrschaftszeit Qianlongs im Dorf Chongliao. Der Tempel, dessen Gründung auf Einwanderer aus Anxi (Provinz Fujian) zurückgeht, hat viele spätere Umbauten erfahren. Der Yuci-Yegong-Tempel (余慈爺公廟,  Yúcí yégōng miào ) ist ein kleiner, kaum 20 m² Fläche beanspruchender und relativ unscheinbarer Tempel, der sich im Dorf Houliao, in der Nähe der Überführung der Hochgeschwindigkeitsbahn über die Kreisstraße 167 befindet. In dem Tempel wird Yuci (余慈), ein Militärbefehlshaber Zheng Chenggongs, der später eines gewaltsamen Todes starb, verehrt. Der heutige Tempelbau stammt aus dem Jahr 1970. Jedes Jahr reisen zum 23. Tag des vierten Mondmonats zahlreiche Gläubige an und bauen entlang der Kreisstraße 167 ihre Schaubuden auf, wo Puppentheater-Aufführungen und andere religiöse Darbietungen zu Ehren der Gottheit abgehalten werden. Der daoistische Yuanshan-Tempel (圓山宮 ) im Dorf Xijing wurde im Jahr 1752 gegründet und 1913 und 1947 restauriert.

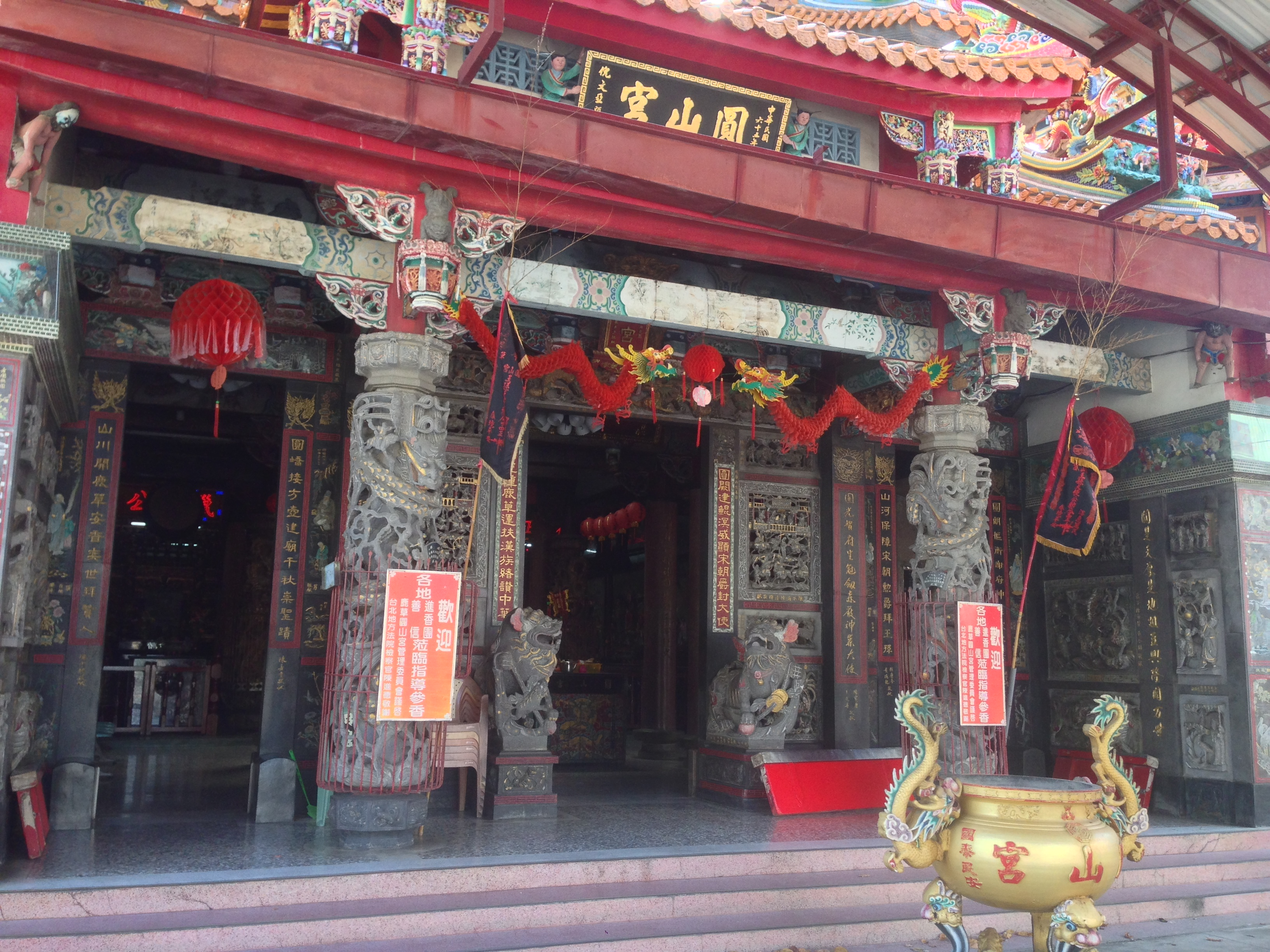
Eingangsbereich des Yuanshan-Tempels
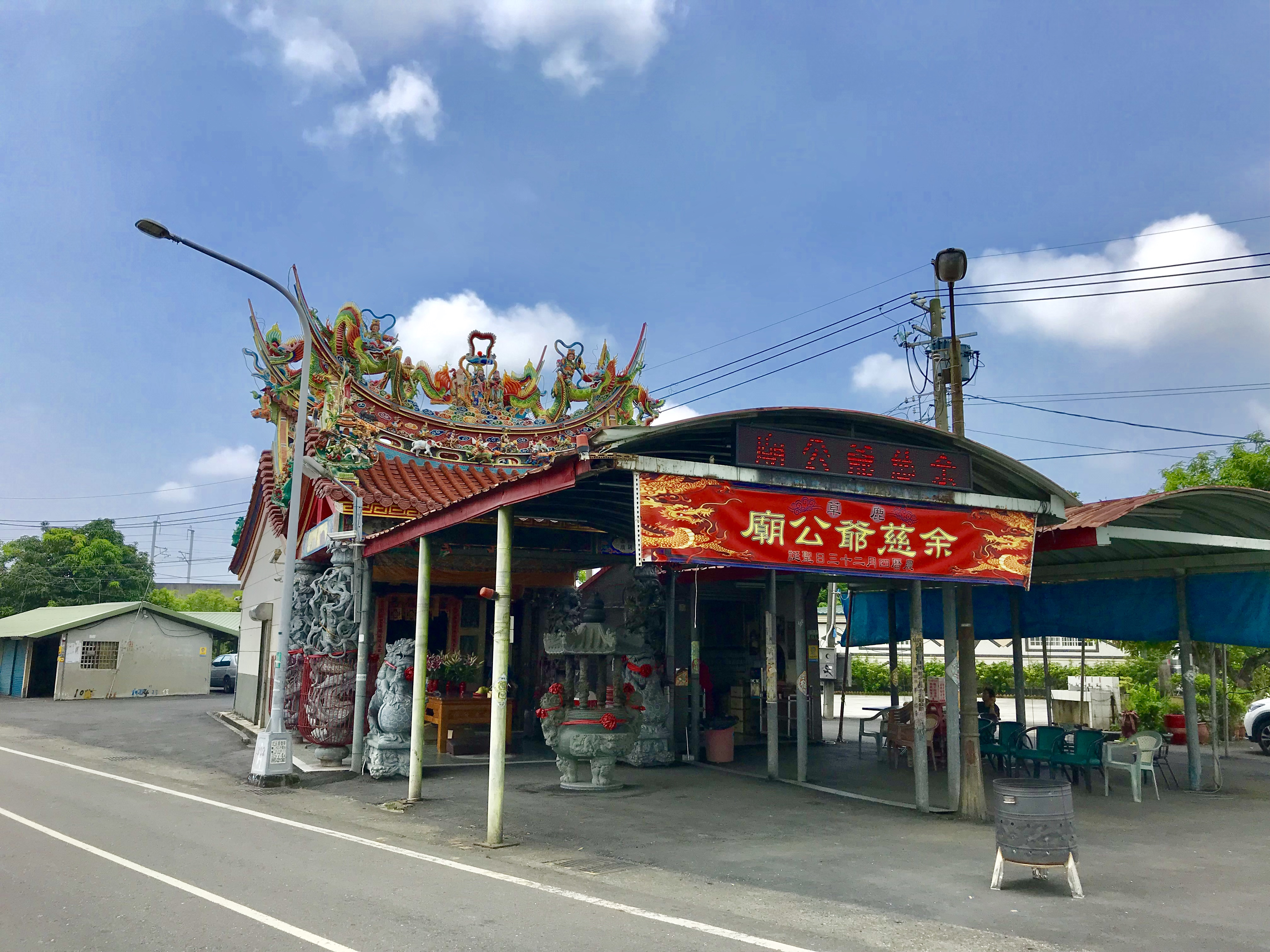
Yuci-Yegong-Tempel